# Сан-Джоан-д'Алакант
Сан-Джоан-д'Алакант, Сан-Хуан-де-Аліканте (валенс. Sant Joan d'Alacant (офіційна назва), ісп. San Juan de Alicante) — муніципалітет в Іспанії, у складі автономної спільноти Валенсія, у провінції Аліканте. Населення — 25 275 осіб (2023).

## Географія
Муніципалітет розташований на відстані близько 360 км на південний схід від Мадрида, 7 км на північний схід від Аліканте.

## Демографія
Динаміка населення (INE ):

## Галерея зображень

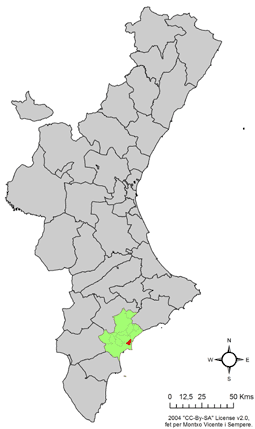
Розташування муніципалітету Сан-Джоан-д'Алакант у автономній спільноті Валенсія
Розташування муніципалітету Сан-Джоан-д'Алакант у комарці Кампо-де-Аліканте
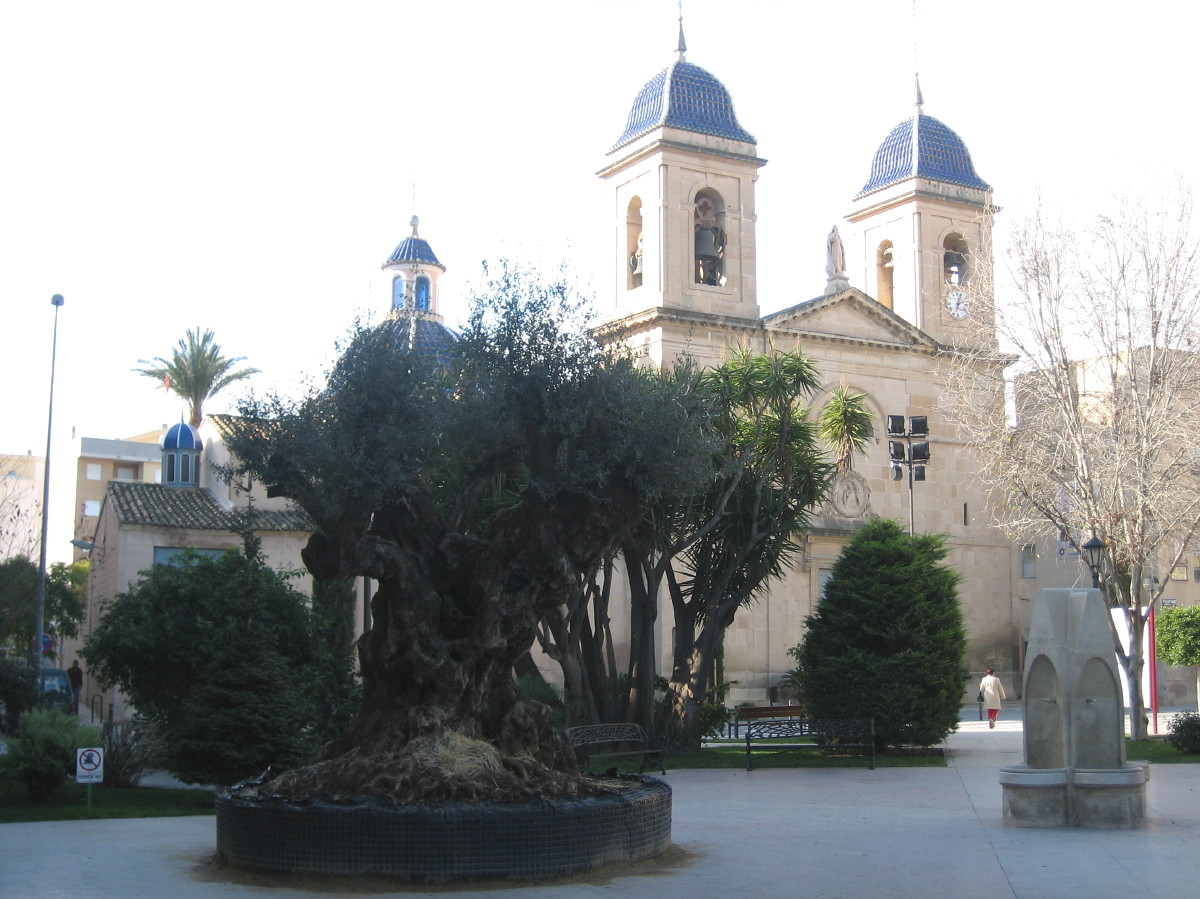
Сан-Джоан-д'Алакант: Пласа-де-Еспанья